# Isabelle Tuchband
Isabelle Tuchband (née à Taubaté en 1968) est une artiste plasticienne franco-brésilienne contemporaine. Elle participe à plusieurs expositions au Brésil ainsi que dans divers pays d'Europe, et aux États-Unis. Elle développe notamment différents projets artistiques dont une œuvre d'art public à São Paulo.

## Biographie
Née en mars 1968, dans la ville de Taubaté au Brésil, Isabelle est la fille du peintre français Émile Tuchband (1933-2006) et de Marlene Tuchband. Elle grandit dans les peintures, toiles et pinceaux de l'atelier de son père, apprenant depuis sa plus tendre enfance à voir le monde à travers les couleurs de l'art. L'artiste vit et travaille à São Paulo au Brésil depuis 1986, année au cours de laquelle elle quitte Taubaté pour étudier les Arts Plastiques à São Paulo, à la Faculdade Santa Marcelina. Deux ans plus tard, elle décide d'étudier les Arts Plastiques en France, à l'École nationale supérieure des arts décoratifs, au Musée du Louvre, à Paris. De retour au Brésil en 1989, elle inaugure l'Atelier Cité à São Paulo, avec l'artiste peintre Verena Matzen.
C'est en 1996 que l'artiste a réalisé une œuvre d'art public avec le panneau mural São Paulo Viva dans la station de métro Santa Cruz à São Paulo, en collaboration avec l'artiste Verena Matzen. Le panneau mural de 6,5 mètres carrés a été réalisé avec 180 pièces de céramiques peintes à la main, installé avec la collaboration de l'architecte Paula Pedrosa, un projet du gouvernement de São Paulo intitulé Arte no Metrô. 

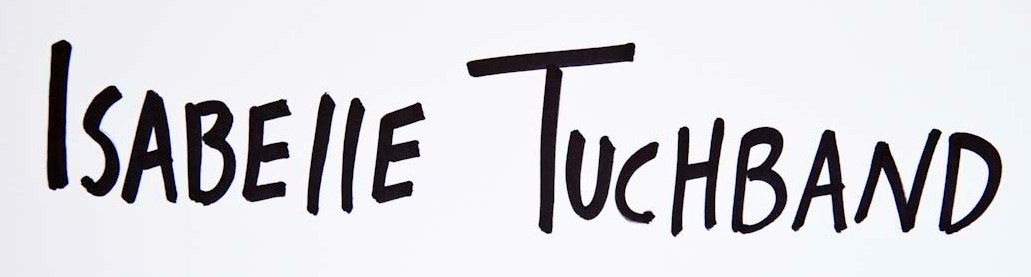
Signature d'Isabelle Tuchband.

En 1999, son nom est inclus dans le Dictionnaire Bénézit, éd. Gründ. Au cours de l'année 2004, la peintre réalise des fresques pour l'entreprise Unilever, à São Paulo. Son fils Max Joseph nait en 2005, fruit de sa relation avec Joseph Catão. C'est en 2007 qu'elle est invitée à créer une œuvre représentée sur une amphore commémorative pour O Boticário, une entreprise de cosmétiques brésilienne.
Cette même année, son œuvre O Amor Move o Mundo concourt au Prêmio Abril de Jornalismo (Prix de Journalisme Abril). En 2008, Isabelle lance son premier livre Será que eu sou assim au Museu Brasileiro da Escultura (MuBE) et à la Pinacoteca do Estado de São Paulo. Le livre est un genre de biographie illustrée, avec plusieurs photos d'œuvres - peintures, sculptures et céramiques - intercalées avec des photos de l'artiste elle-même, lors des différentes phases de sa vie, racontant ainsi ce qu'Isabelle faisait à l'époque. Le projet Resgatando Cultura a pour objectif d'enregistrer et de divulguer l'œuvre d'artistes plasticiens brésiliens, en plus de promouvoir l'inclusion culturelle des personnes handicapées. En 2010, elle lance une collection de gravures exclusives avec la maison d'édition Buriti, à la Livraria da Vila de São Paulo. La même année, elle réalise une peinture murale au Bar d'Hôtel de l'Hôtel Marina All Suites, à Rio de Janeiro.
En 2011, l'artiste peint la chapelle du domaine Fazenda Borba Gato, à Vallée du Paraíba, et crée une collection de t-shirts pour le magasin Bobstore. Celle année-là, elle développe également une collection de tableaux et de pièces en céramique (vases, assiettes, etc.) appelée 1001 Nuits pour le magasin de décoration Conceito Firma Casa, à São Paulo. Ensuite, des sacs du magasin Tok&Stok ont été lancés, avec une reproduction de son œuvre J'aime Paris au mois de mai. Isabelle participe au lancement de la collection printemps-été 2011 du magasin Diane von Fürstenberg, au centre commercial Shopping Iguatemi, à São Paulo. La même année, elle réalisera également une peinture murale dans la maison de la famille Dumetz à Nice. En décembre 2011, elle lance son second livre intitulé Atelier Cité - Paixões Declaradas avec l'artiste Verena Matzen, à São Paulo. Le livre raconte, à travers des photos et des œuvres, l'histoire de l'Atelier Cité, fruit de la grande relation d'amitié et de partenariat entre les deux artistes. En 2012, Isabelle crée une collection de bijoux Gitane pour la designer Francesca Romana Diana, à São Paulo et à Rio de Janeiro. La même année, elle est photographiée dans son atelier par le photographe américain The Selby. C'est en janvier 2013 qu'Isabelle expose une de ses œuvres à la WN Gallery à New York, lors d'une exposition collective intitulée The New Collectors Selection Exhibition by Basak Malone.
Elle expose ensuite à l'espace culturel du Citi Bank à São Paulo lors d'une exposition appelée Isabelle Tuchband e a narrativa primordial, organisée par le conservateur Jacob Klintowitz. La même année, Isabelle créera une nouvelle collection de vases et pièces en céramique, intitulée Alma Plena.
En 2014, une ligne de vernis de l'entreprise de cosmétiques brésilienne Granado est lancée avec l'art d'Isabelle et de Verena Matzen sur les emballages métalliques contenant deux flacons. Elle participe au lancement du livre Mitsubishi Motorsports 2013 et créée un Œuf de Pâques pour Ferrero Rocher, à São Paulo. Une bouteille exclusive de trois litres de Veuve Clicquot peinte par l'artiste est vendue aux enchères par le BrazilFoundation, lors du Gala BrazilFoundation à São Paulo. En mai a eu lieu le lancement d'une ligne de vêtements dessinés par l'artiste tout spécialement pour les magasins Monoprix, à l'Ambassade du Brésil à Paris, en France.

## Style

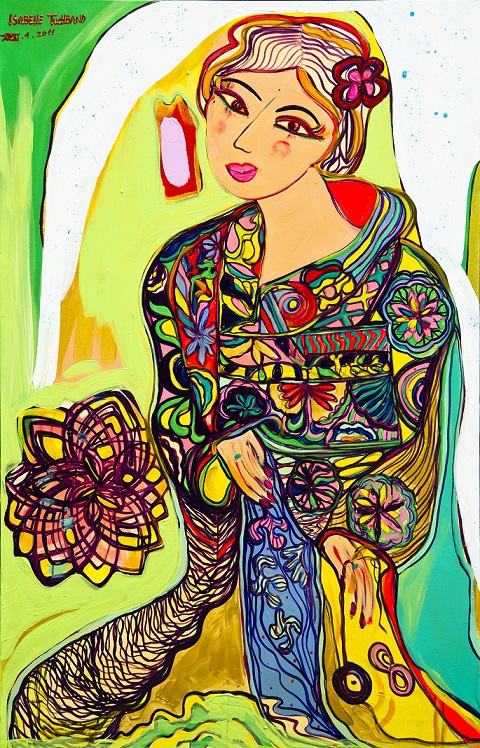
Gueixa Yoyô - 2011.

La couleur vive est un élément omniprésent dans l'œuvre d'Isabelle Tuchband. Les tableaux colorés peints en acrylique représentent généralement des femmes, des fleurs et des mondes enchantés. Isabelle utilise parfois la technique du collage dans ses œuvres et adore faire le portrait des personnes et de leur famille. Elle s'inspire beaucoup de la musique pour réaliser ses peintures.

## Sélection d'œuvres

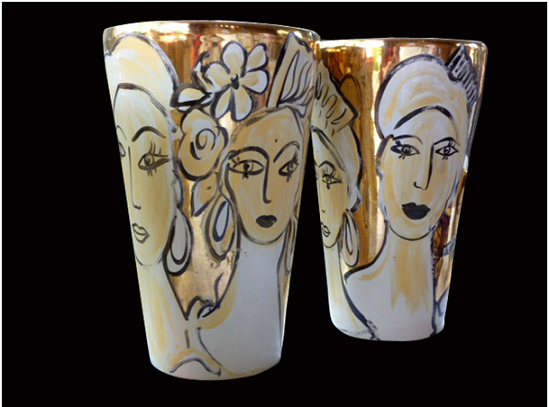
Vases en céramiques.

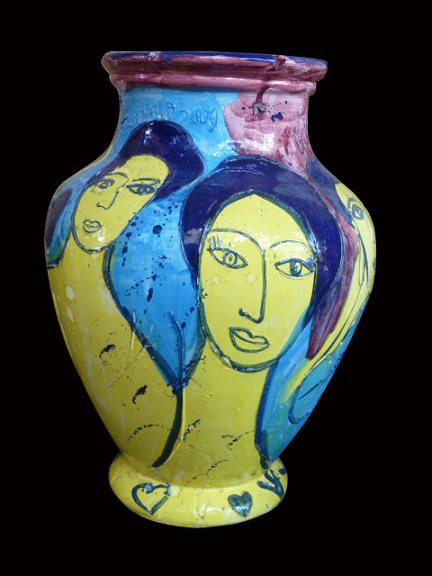
Vase en céramique.

- Œuvre publique São Paulo Viva à la station de métro Santa Cruz à São Paulo, panneau mural en céramique (1,2 m x 5,4 m), 1996.
- J'aime Paris au mois de mai, 92x73cm, 2010.
- Gueixa Yoyô, 90x140cm, 2011.
- 1001 Noites, 170x140cm, 2011.
- Menina com pandeiro, 71x88cm, 2011.
- Alma Plena: collection de vases et pièces en céramique, 2013.

## Expositions
- 1992 - Exposition São Paulo à la Galeria Consolação, projet São Paulo para Todos du gouvernement de São Paulo, Brésil.
- 1993 - Exposition individuelle Faianças au Museu Banespa, à São Paulo, Brésil.
- 1994 - Exposition au Café Design Tok&Stok, à São Paulo et Curitiba, Brésil.
- 1995 - Exposition au Museu Banespa, à São Paulo, et Loja Hum, à Rio de Janeiro, Brésil.
- 1996 - Exposition Vase Vide à la Casa Brasil-Espanha - Madrid, Espagne.
- 1997 - Exposition individuelle Vase Vide à la Galerie Landrot, à Paris, France. Elle expose également au Museu de Arte Contemporânea de Campinas (MACC), São Paulo. Elle fait une exposition intitulée Artistes et Écrivains à L'Adresse Musée de La Poste, à Paris, et expose au centre écologique Gaia, à Piracicaba, São Paulo. Elle fait également une exposition appelée Eles por Nós - Retratos à l'Atelier Cité, à São Paulo, Brésil.
- 1998 - Exposition collective Artuelle à Beyrouth, Liban. Elle fait également une exposition avec son père Émile Tuchband, intitulée Tuchband & Tuchband à la Galeria Casa das Artes, à São Paulo et participe à une exposition collective Vive L'Afrique au Musée de l'Homme, à Paris.
- 2001 - Exposition México Imaginário au Centro Cultural Casa das Rosas, à São Paulo. Elle expose ses œuvres à la Galerie Cité à São Paulo, lors une exposition appelée Confiance et Sérénité.
- 2002 - Exposition Alma Paulista, à São Paulo. Elle participe à une exposition collective à Berlin, en Allemagne et fait une exposition individuelle Ma Vie à l'espace Esfera, à São Paulo, Brésil.
- 2003 - Installation individuelle au Pavilhão da Bienal, à São Paulo. Elle fait une exposition individuelle intitulée Voilà mon Cœur à la Galerie Landrot, à Paris, France.
- 2004 - Exposition individuelle au Canvas, à l'Hôtel Hilton de São Paulo. Elle expose ses œuvres lors d'une exposition individuelle Fellini, au Centro Cultural Chakras, à São Paulo, Brésil.
- 2005 - Exposition à l'Assembléia Municipal de São Paulo. Elle participe à une exposition collective à l'espace Alumni Hall, à São Paulo et au Museu de Arte Moderna de Rio de Janeiro (MAM), à Rio de Janeiro. Exposition individuelle au Roti, à São Paulo. Exposition et lancement du livre Voyage d'Amour, Maison Z, à São Paulo, Brésil.
- 2007 - Exposition individuelle O Amor que Move o Sol e as Outras Estrelas, à Lisbonne et Cascais, Portugal.
- 2009 - Exposition Papa et moi no Museu au Museu de Arte Brasileira da Fundação Armando Álvares Penteado (MAB-FAAP), à São Paulo, avec des œuvres d'Isabelle et de son père Émile Tuchband[14].
- 2010 - Exposition Aba Sheli à la Galeria do Centro de Cultura Judaica, avec des œuvres d'Émile et d'Isabelle Tuchband, à São Paulo[15]. Exposition individuelle Viens, à la Galerie Landrot, à Paris[16]. Exposition Amour, Délices et Lumières au magasin Dominici, à São Paulo, Brésil.
- 2012 - Exposition Continuar-me à la ProArte Galeria avec l'artiste Verena Matzen, à São Paulo, Brésil[17].
- 2013 - Exposition à la WN Gallery, Basak Malone présente The New Collectors Selection Exhibition, New York. Exposition Isabelle Tuchband e a narrativa primordial à l'Espaço Cultural Citi, par Jacob Klintowitz, São Paulo, Brésil[18].
- 2014 - Exposition collective Horizontes 4x4 pour le lancement du livre Mitsubishi Motorsports 2013, à São Paulo, Brésil. Elle expose notamment ses œuvres lors une exposition individuelle intitulée À Vous à l'Hôtel Negresco, à Nice, en France.